# Saint-Marcel, Thung lũng Aosta
Saint-Marcel là một đô thị ở thung lũng Aosta, Ý. Đô thị này có diện tích 42 km², dân số 1129 người.
Đô thị này có làng trực thuộc: 
Collina: Basse druges, Champremier, Cretes, Druges, Enchasaz ou Enchesaz, Fontaney, Grand Chaux, Grandjit, Layché, Mezein, Morges, Mulac, Plout, Pouria, Rean, Ronc, Sazaillan, Seissogne, Viplana.
Đô thị này giáp các đô thị sau: Brissogne, Cogne, Fénis, Nus, Quart.

## Biến động dân số
| Allein • Antey-Saint-André • Aoste • Arnad • Arvier • Avise • Ayas • Aymavilles • Bard • Bionaz • Brissogne • Brusson • Challand-Saint-Anselme • Challand-Saint-Victor • Chambave • Chamois • Champdepraz • Champorcher • Charvensod • Châtilon • Cogne • Courmayeur • Donnas • Doues • Emarèse • Etroubles • Fontainemore • Fénis • Gaby • Gignod • Gressan • Gressoney-La-Trinité • Gressoney-Saint-Jean • Hône • Introd • Issime • Issogne • Jovençan • La Magdeleine • La Salle • La Thuile • Lillianes • Montjovet • Morgex • Nus • Ollomont • Oyace • Perloz • Pollein • Pont-Saint-Martin • Pontboset • Pontey • Pré-Saint-Didier • Quart • Rhêmes-Notre-Dame • Rhêmes-Saint-Georges • Roisan • Saint-Christophe • Saint-Denis • Saint-Marcel • Saint-Nicolas • Saint-Oyen • Saint-Pierre • Saint-Rhémy-en-Bosses • Saint-Vincent • Sarre • Torgnon • Valgrisenche • Valpelline • Valsavarenche • Valtournenche • Verrayes • Verres • Villeneuve |